# Battista Spagnoli

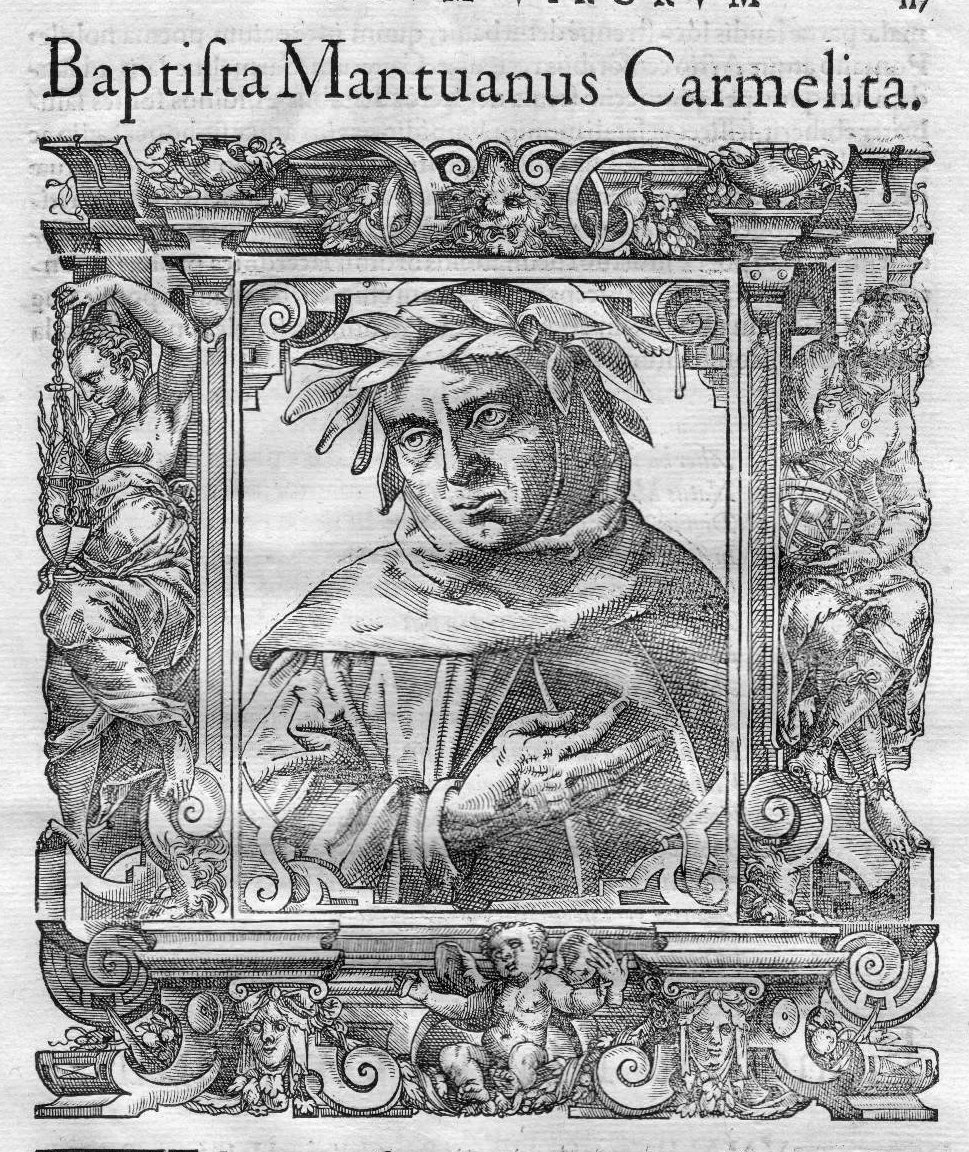
Grabado con el retrato del poeta en una publicación de sus obras del siglo XVI

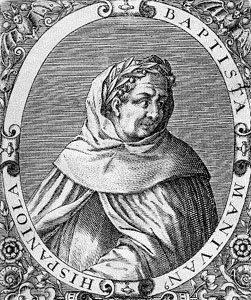
Retrato del autor en un grabado del.

Battista Spagnoli, conocido también como el Mantuano o Battista Mantovano (Mantua, 17 de abril de 1448-Mantua, 20 de marzo de 1516), fue un poeta en latín y un religioso carmelita descalzo italiano. Su canonización se celebra el 20 de marzo.

## Biografía
Era hijo del español de Córdoba Pietro Modover (de ahí su sobrenombre) y de Costanza Maggi, de Brescia. En 1464, con 17 años, entró en la orden del Carmelo de Ferrara. Tras haber estudiado gramática y retórica en Mantua con Gregorio Tifernate y Giorgio Merula, y luego filosofía en Padua con Paolo Bagelardi, obtuvo el grado de bachiller en 1469 y el de profesor de teología en Bolonia en 1475. 
Desempeñó diversos cargos en diferentes conventos: prior en Parma en 1471 y en Mantua en 1479, y desde 1483 fue seis veces vicario general de su congregación reformada o descalza, la Congregación de Mantua, hasta que en 1513 fue elegido prior general de toda su orden. En los años ochenta vivió en Roma, donde adquirió el monasterio de San Crisógono para su orden. Denunció la corrupción de las costumbres de su tiempo y fue un activo reformador de la vida eclesiástica, llegando a predicarla en un discurso público en el Vaticano en 1489 ante el mismo papa Inocencio VIII y sus cardenales, acusando a la Curia romana de corrupta. Trabajó porque se le confiara a su congregación la custodia del santuario de Loreto, lo que consiguió, aunque solo por unos años, en 1489.
En 1493 fue nombrado director de estudios de los carmelitas reformados de Mantua. Mientras estuvo allí formó parte de una academia fundada por la marquesa Isabel d'Este, en la que también participaba Baldassare Castiglione y otros conocidos humanistas; entre 1513 y 1516 fue prior general de la orden carmelitana con la protección del cardenal Sigismondo Gonzaga, que había sido discípulo de Spagnoli. También participó en 1513 en el V Concilio de Letrán y en 1515 el papa León X le encargó una misión diplomática para establecer la paz entre el rey de Francia y el duque de Milán. Tenía una particular devoción mariana. De salud débil, falleció en Mantua el 20 de marzo de 1516. Como autor estuvo entre los más prolíficos del siglo (su producción poética en latín supera los 50.000 versos, hasta el punto de que Erasmo lo llamó "el Virgilio cristiano")

## El poeta cristiano

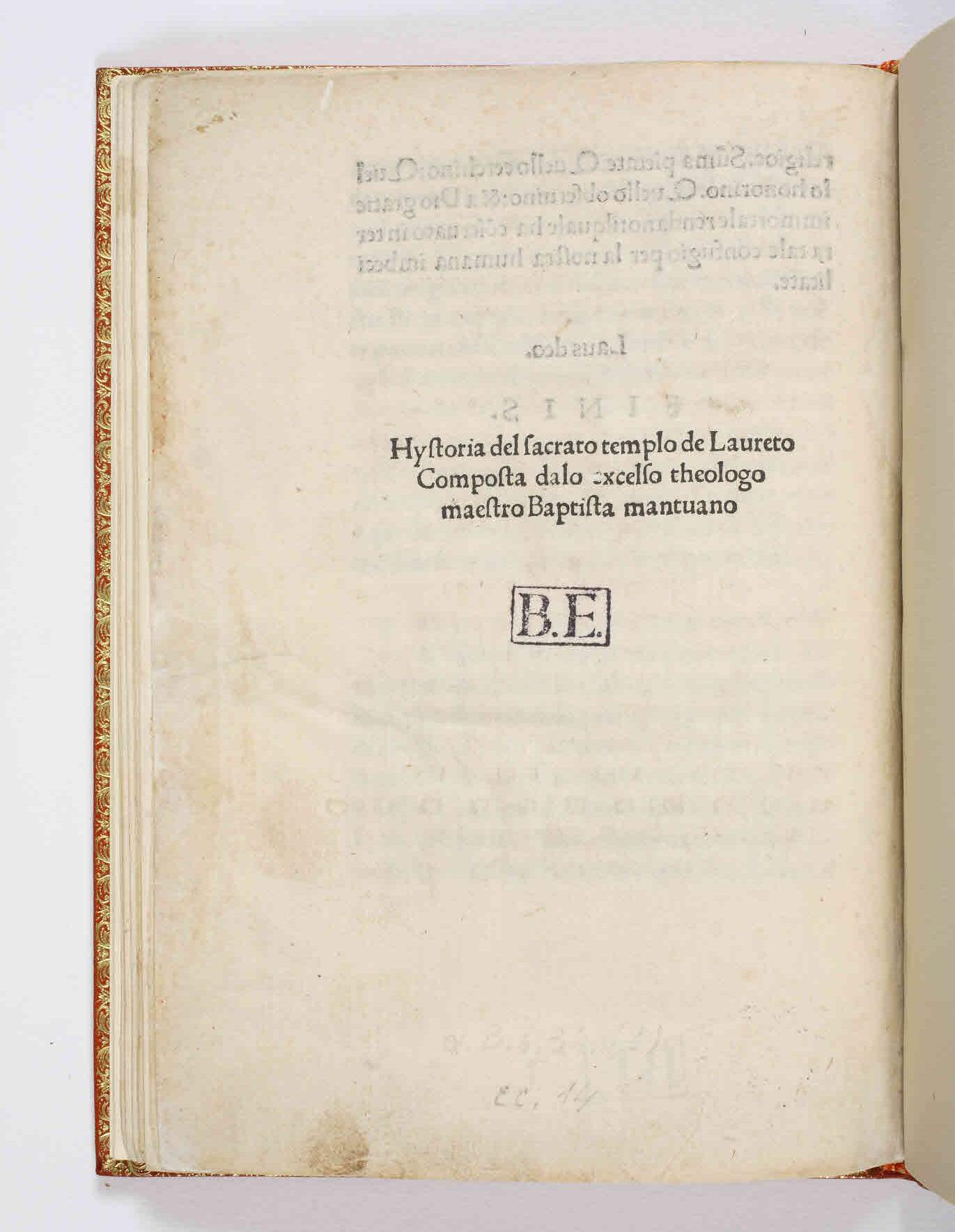
Historia ecclesiae Lauretanae, 1489

De manera especial consagró su gran fecundidad literaria al servicio de su orden religiosa y de la iglesia católica:
- Apologia pro Ordine Carmelitano ("Apología en pro de la Orden Carmelitana", testimonio de su amor por la regla monástica carmelita)
- Objurgatio cum exhortatione ad capiendo, arma contra infideles ad reges et principes Christianas ("Una objurgación con una exhortación a tomar las armas contra los infieles, a los reyes y los príncipes cristianos"), así como poemas en honor de los papas Inocencio VIII, Julio II y León X, testimonio de su entera devoción a la Iglesia.
- De Beata Vita ("Sobre la vida bienaventurada"), un diálogo escrito a la edad de dieciséis años, que habla sobre la renuncia ascética al mundo (vida monástica)
- Parthenices Mariana, popular colección de poemas marianos que se difundió rápidamente por toda Europa y alcanzó 70 ediciones, 17 de ellas en el siglo XV y cincuenta en el XVI.
- 6 Parthenices compuestos en honor de seis mártires: Catalina de Alejandría, Águeda de Catania, Lucía de Siracusa, Margarita de Antioquía, Apolonia de Alejandría y Cecilia de Roma.

## El poeta internacional
Considerado como uno de los principales representantes del humanismo cristiano, el influjo de su poesía, cuyo renombre fue reconocido incluso por William Shakespeare, que repite unas líneas suyas en Love's Labours Lost ("Trabajos de amor perdidos"), ha sido patente en especial en la literatura inglesa: Alexander Barclay parafrasea sus Bucólicas, Edmund Spenser lo imita en su Shepheardes Calender y John Milton hace lo mismo en su "Oda sobre la mañana de la Natividad de Cristo".
Sus poesías profanas se componen de églogas, elegías, silvas y misceláneas, y un poema sobre todos los santos del calendario reunido en tres volúmenes (París, 1513)

## El humanista
Sus escritos reflejan su participación activa en los problemas más importantes de la cristiandad en esa época, en los eventos que han perturbado la vida del pueblo italiano.
- Pro pacata Italia post bellum ferrariense ("Por una Italia pacífica, tras la guerra de Ferrara").
- In Romam bellis tumultantem ("A Roma, tumultuosa por las guerras")
- De bello veneto commentariolus ("Pequeño comentario sobre la guerra véneta")
- Trophaeus pro Gallis expulsis pro duce Mantuae ("Memorial para el duque de Mantua, tras la expulsión de los franceses")
- De calamitatibus temporum, ("A propósito de las calamidades de los tiempos", reimpreso treinta veces entre 1489 y 1510)

Incluso si su escritura se hace en el estilo cortesano propio a tantos humanistas, o si su visión era quizá limitada por intereses políticos ligados a ciertos tribunales, y al estilo literario propio de los humanistas de su tiempo, expresa por su poesía una visión humanista de la sociedad.
La amistad que lo unía a Giovanni Pico della Mirandola, a Giulio Pomponio Leto, a Giovanni Pontano, a Filippo Beroaldo, a Giovanni Sabadino degli Arienti, a Andrea Mantegna y a otros personajes eminentes de la época muestra su prestigio en el mundo de la cultura de su tiempo. Es uno de los más celebrados protagonistas del movimiento humanista. Por ejemplo, su obra Bucolica seu adolescentia in decem aeglogas divisa ("Poemas bucólicos o juventud, divididos en diez églogas") fue objeto de 150 ediciones y reediciones, de las cuales más de un centenar fueron publicadas durante el siglo XVI. A pesar de ello, en otros escritos revela su desprecio por la figura de los humanistas: En el libro I de su De calamitatibus temporum los incluye entre los siete monstruos y los tilda de soberbios y maliciosos, comparándolos a "grullas que van picando aquí y allá".

## El reformador de la Iglesia
Impresionado por la propagación de la corrupción del clero y del pueblo, Spagnoli expresa su necesidad de una reforma no solamente por medios literarios - como en su égloga novena De moribus curiae romanae ("Sobre los hábitos de la curia romana") -, sino también con un discurso vibrante pronunciado en 1489 en la basílica del Vaticano ante el papa Inocencio VIII y los cardenales. Algunas frases particularmente severas habrían conducido incluso a Martín Lutero a adoptar su postura sobre la noción de la gracia divina para enfrentarse a la Iglesia de Roma. En Anthologia... sententiosa collecta ex operibus Baptistae Mantuani ("Una antología sentenciosa... recogida a partir de las obras de Battista de Mantua"), publicada en Núremberg en 1571, los protestantes han incluso subrayado que el Carmelo era un precursor de la Reforma protestante alemana. Sin embargo, el afortunado Spagnoli buscaba trabajar en el seno de la Iglesia, mientras que la Reforma luterana iba a conducir al cisma en la Iglesia cristiana occidental.
Fue nombrado general de su orden e intentó reformarla, pero no habiendo podido lograrlo, dimitió y se consagró a las letras el resto de su vida.

## Culto y beatificación
Battista Spagnoli murió en su villa natal de Mantua el 20 de marzo de 1516. Fue venerado inmediatamente después de su muerte y fue beatificado por el papa León XIII el 17 de diciembre de 1885. Su cuerpo incorrupto reposa en la Catedral de San Pedro o Duomo de Mantua. Su fiesta se celebra el 20 de marzo, pero la Orden del Carmelo la celebra el 17 de abril con rango de facultativa.